# Arthur Gomes Lourenço
Arthur Gomes Lourenço dit Arthur Gomes, né le 3 juillet 1998 à Uberlândia au Brésil, est un footballeur brésilien qui évolue au poste d'attaquant au Dynamo Moscou.

## Biographie

### En club
Né à Uberlândia au Brésil, Arthur Gomes est formé par le São Paulo FC avant de rejoindre le Santos FC en 2012, où il poursuit sa formation. En janvier 2015 il signe un contrat professionnel de deux ans avec Santos. Le 6 novembre 2016 Arthur Gomes joue son premier match de championnat lors de la victoire de Santos contre Ponte Preta (1-2). Un an plus tard, le 4 novembre 2017, il inscrit son premier but, lors de la victoire face à l'Atlético Mineiro (3-1).
Le 1er mai 2019 Arthur Gomes est prêté pour une saison à Chapecoense.
Le 23 mars 2021 il est prêté à l'Atlético Goianiense pour un an.
Le 5 septembre 2022, Arthur Gomes rejoint le Sporting CP. Il signe un contrat de cinq ans.
Le 15 juillet 2023, Arthur Gomes fait son retour au Brésil en s'engageant en faveur du Cruzeiro EC. Il signe un contrat courant jusqu'en décembre 2026.

### En équipe nationale
Arthur Gomes est sélectionné avec l'équipe du Brésil des moins de 17 ans pour participer à la coupe du monde des moins de 17 ans en 2015. Bien qu'il ne soit pas toujours titulaire, il prend part à chacun des matchs de son équipe lors de ce tournoi. Il se fait remarquer lors du dernier match de la phase de groupe face à la Guinée en inscrivant un but, participant à la victoire de son équipe (1-3). Les brésiliens sont éliminés en quarts de finale par le futur vainqueur de la compétition, le Nigeria (0-3).